# کارلوس پیس
خوزه کارلوس پیس (انگلیسی: José Carlos Pace؛ زادهٔ ۶ اکتبر ۱۹۴۴ در سائو پائولو، استادو نوو – درگذشتهٔ ۱۸ مارس ۱۹۷۷ در مایریپورا) رانندهٔ مسابقات اتومبیل‌رانی اهل برزیل بود. او از زمان آغاز فعالیت خود در ۴ مارس ۱۹۷۲، در ۷۳ گراند پری از مسابقات جهانی فرمول یک شرکت کرد. او موفق شد تا به یک پیروزی، ۶ بار رفتن به روی سکو، و مجموع ۵۸ امتیاز دست یابد. پیس همچنین یک بار موفق شد تا جایگاه پول پوزیشن را از آن خود کند.